# Diego Antonio Díaz
Diego Antonio Díaz (Sevilla, 1675 - ibídem, 1748) fue un destacado arquitecto español, que desarrolló una notable actividad profesional durante la primera mitad del siglo XVIII.

## Biografía
Su trabajo estuvo presidido por un criterio innovador que le diferencia de la trayectoria estilística que llegó a imponer en el ámbito sevillano Leonardo de Figueroa, especialmente en el aspecto decorativo, donde Diego Antonio Díaz emplea un concepto geométrico riguroso basado en el uso de baquetones de fuerte resalto y trazado mixtilíneo.
Su estilo ya aparece claro en la Iglesia de Santa Rosalía de la ciudad de Sevilla, una obra realizada entre 1705 y 1715 perteneciente a la orden de religiosas capuchinas. Este es un templo de una sola nave que se cubre con bóveda de cañón con lunetos, y  con una portada muy pequeña donde aparecen los elementos estructurales marcados con fuertes molduras mixtilíneas. Aunque su intervención en esta iglesia no está documentada, la atribución de su autoría es unánime debido a que el diseño de las líneas arquitectónicas responde de lleno al que empleó en otras obras bien documentadas.
Para los jesuitas de Sevilla  realiza su Capilla Doméstica, pequeña capilla típica de todas las casas de la Compañía, realizada en un claro estilo barroco. También intervino en la realización de la portada del Palacio Arzobispal de Sevilla, obra realizada entre los años 1703 y 1705.

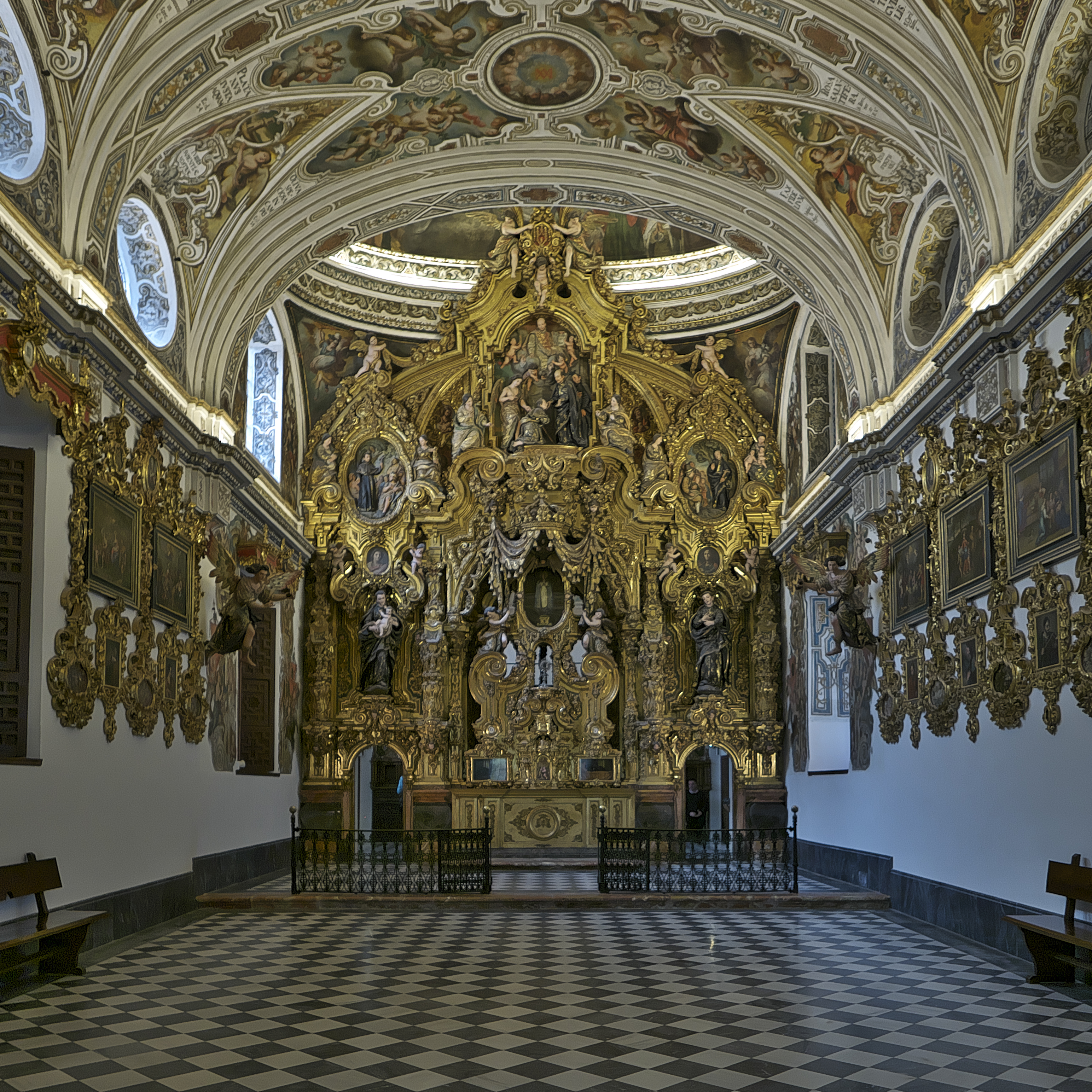
Capilla Doméstica, Iglesia de San Luis de los Franceses de Sevilla.

Por su original diseño y la calidad de sus materiales, se cita entre las obras de este artista, Maestro Mayor de la Catedral de Sevilla y del arzobispado hispalense entre los años 1714 y 1741, la realización de los pórticos de los órganos de la catedral, una obra hecha a costa del arzobispo don Luis de Salcedo y Azcona. Se trata de dos pórticos configurados con cuatro esbeltas columnas de fuste estriado donde apoya el entablamento sobre el que asienta la estructura superior del órgano. El interior de estos pórticos, desde los cuales se llega al coro catedralicio, se presenta decorado en paredes y techo con fuertes molduras de carácter geométrico, propios del estilo de su autor.
Dentro de la provincia de Sevilla, su obra se reparte en distintas poblaciones, destacando entre otras la fachada de la Iglesia de San Miguel de Morón de la Frontera, realizada entre los años 1717 y 1726 y en la cual, y condicionado por la estructura del templo, usó un esquema contrarreformista de carácter retardatario donde sólo los detalles decorativos presentan su particular estilo de las formas. 
Diseñó para Pilas la Parroquial de Santa María la Mayor, templo construido sobre una edificación anterior y que desde entonces sirve de Parroquia mayor para este municipio del Aljarafe sevillano.
No obstante su obra arquitectónica más importante es sin duda la construcción de la Iglesia parroquial de Umbrete, levantada entre 1725 y 1733; templo patrocinado igualmente por el arzobispo don Luis de Salcedo donde se muestra un interior también retardatario que responde a las iglesias jesuíticas contrarreformistas de una sola nave, que se cubre con bóveda de cañón con lunetos y una cúpula sobre el crucero. De esta iglesia destaca su bella portada de ladrillo, donde el artista emplea su habitual estilo decorativo que se basa en la aplicación de molduras en distintos planos de profundidad.
En Carmona interviene en la Iglesia de la Santísima Trinidad dando las trazas para su nueva iglesia, también realizada en una sola nave cubierta con bóveda de cañón con lunetos y cúpula sobre tambor en el crucero. Construida entre los años 1718 y 1748, esta iglesia presenta la particularidad de sus portadas gemelas en el muro de la epístola, una solución funcional y estética que gozó de cierta aceptación en las iglesias conventuales de esta época.
En El Viso del Alcor interviene en la construcción de la torre de la Iglesia de Santa María del Alcor, así como en las tres portadas de esta, en el año 1731.
En la provincia de Cádiz interviene en la construcción de la fachada principal de la Catedral de Jerez de la Frontera a partir de 1715 y acabada en 1721, si bien al no poder atender las obras debidamente en esta ciudad por los múltiples trabajos del arzobispado hispalense, delega en su hermano Ignacio Díaz, quien realmente dirige las obras de este gran templo durante casi treinta años, hasta su muerte. 
En la misma ciudad de Jerez, y entre 1728 y 1731, interviene en las obras de restauración y modernización de la Iglesia de San Dionisio, en el curso de la cual sustituye su imagen mudéjar por una nueva de tintes barrocos, cambiando su artesonado de madera por una cubierta abovedada y afectando también a la decoración de los paramentos interiores y a las cabeceras de sus tres naves. 
También interviene en la construcción de la iglesia de San Vicente Mártir de Tocina, desde el año 1703 hasta el 1711, patrocinadas por el entonces Comendador frey José de la Plata Galarza y Ovando perteneciente a la Orden de Malta, fue ayudado por una saga de maestros formada por Pedro Gómez Romero y por sus hijos Diego, Félix y Pedro. Félix murió antes de la terminación de la iglesia, está enterrado en la ermita de la Soledad de dicha localidad